# Anoncus femorator
Anoncus femorator är en stekelart som först beskrevs av Thomson 1894.  Anoncus femorator ingår i släktet Anoncus och familjen brokparasitsteklar. Arten är reproducerande i Sverige. Inga underarter finns listade i Catalogue of Life.